# Smallpox Hospital

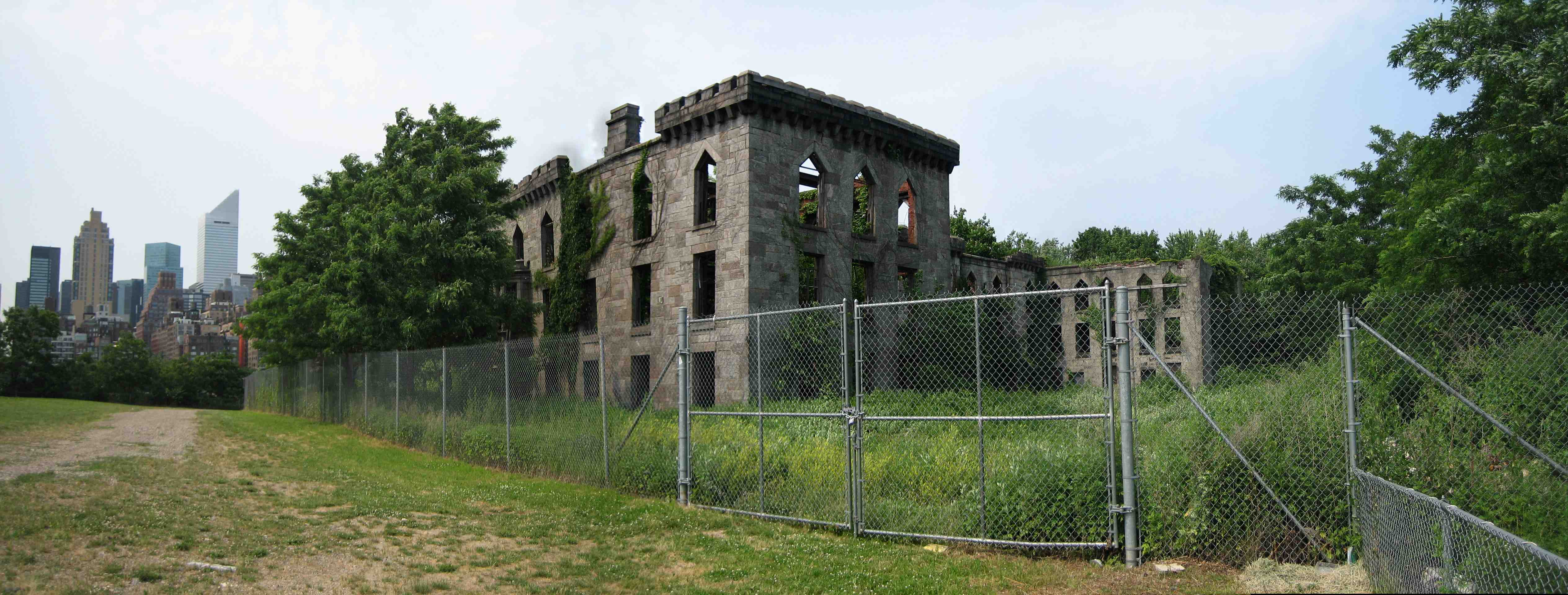
Ruinen des Smallpox Hospitals, 2007

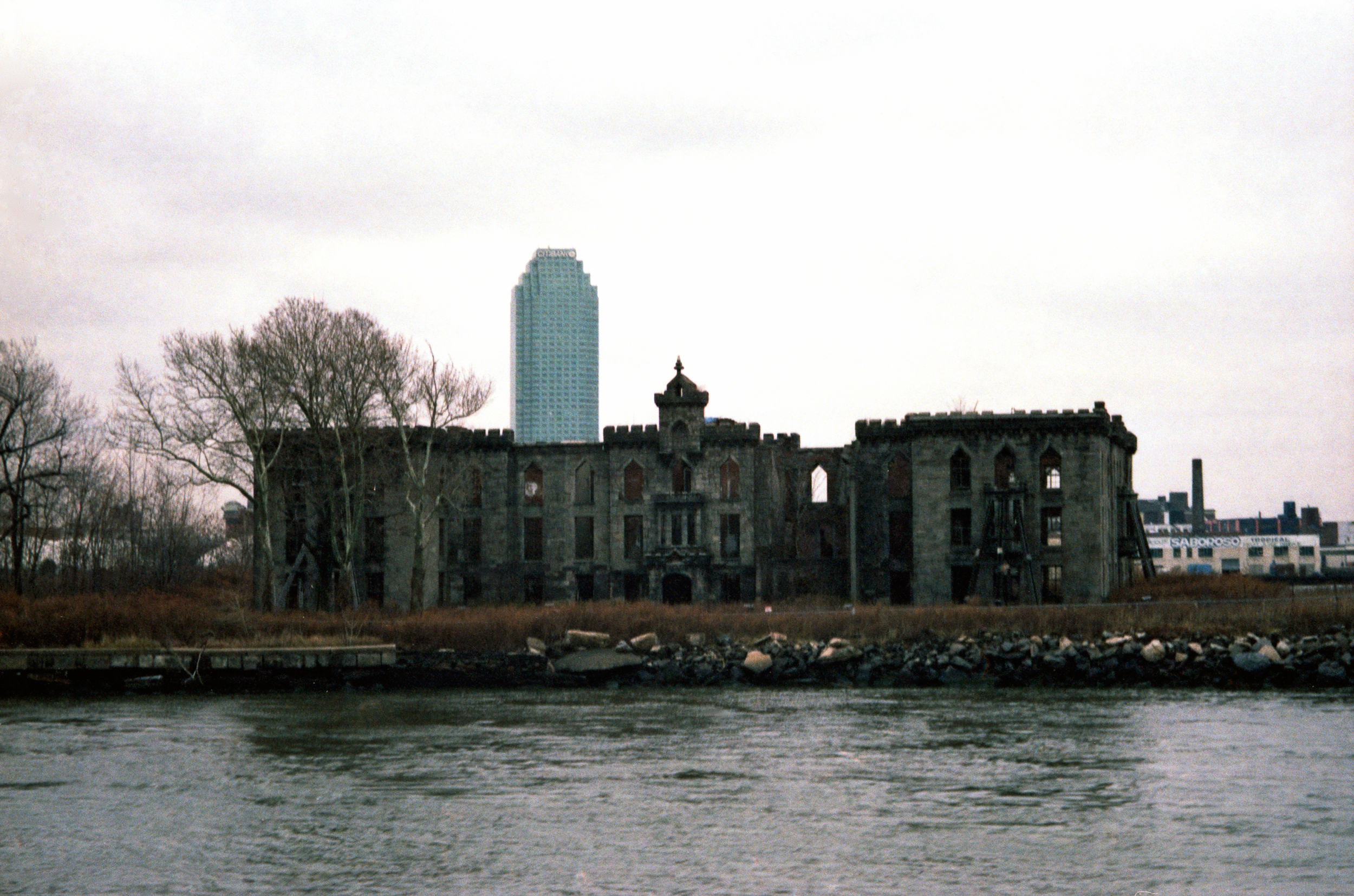
Smallpox Hospital, Eingangsfront (im Hintergrund: One Court Square)

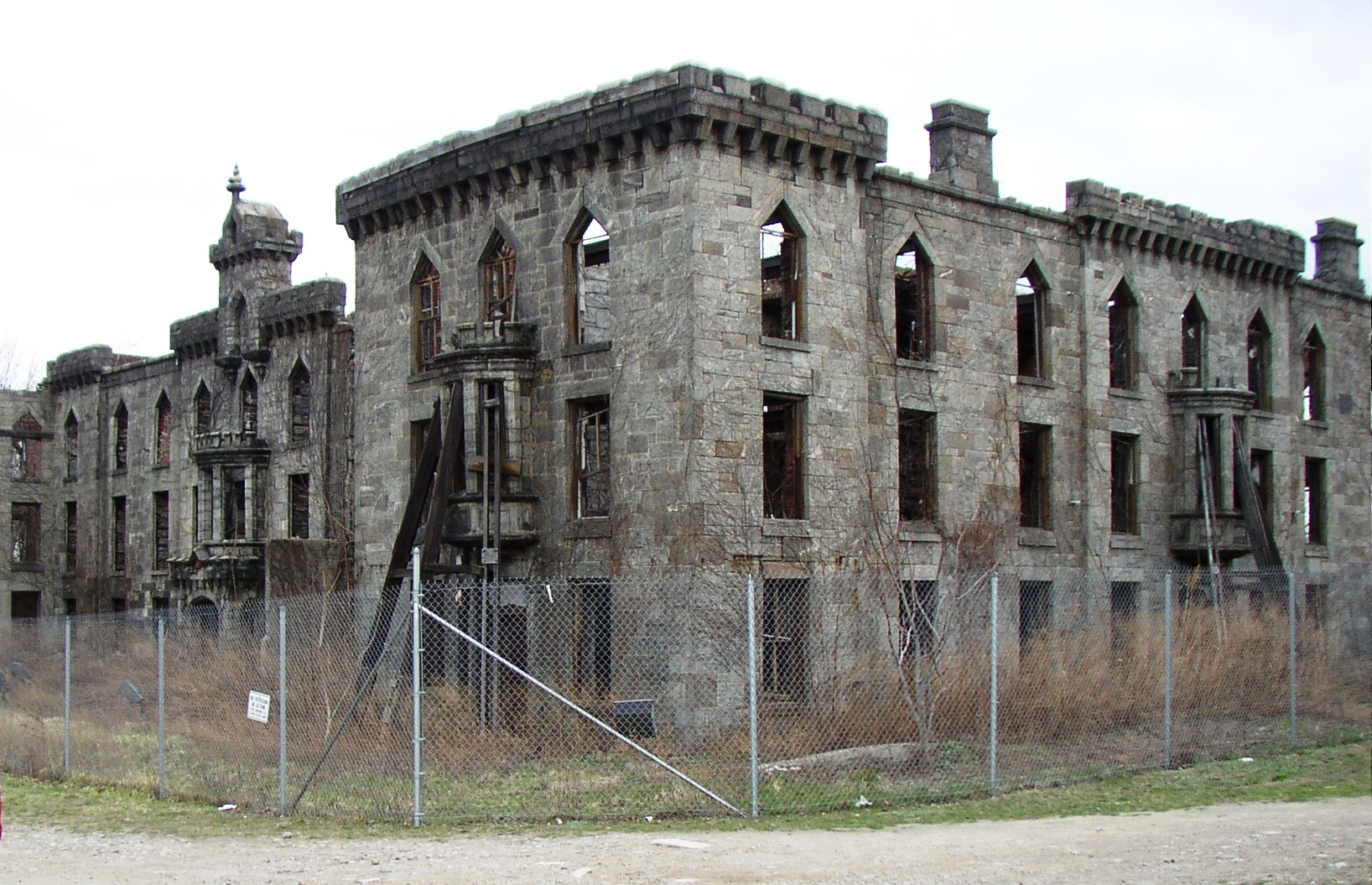
Detailansicht der Ruinen des Smallpox Hospitals

Das Smallpox Hospital (deutsch: Pockenkrankenhaus; manchmal auch als Renwick Smallpox Hospital und später als Maternity and Charity Hospital Training School bezeichnet) ist ein aufgegebenes Krankenhaus auf Roosevelt Island in New York City. Das Krankenhaus mit 100 Betten wurde vom Architekten James Renwick, Jr. entworfen. Es wurde 1856 eröffnet, als die Insel noch Blackwell’s Island hieß.
Das Spital wurde ein Jahrhundert nach seiner Eröffnung geschlossen. Das Gebäude verfiel danach. Es wurde 1972 in das National Register of Historic Places aufgenommen und vier Jahre später als New York City Landmark ausgewiesen. Es ist die einzige Ruine in der Stadt, die auf der Denkmalliste der Stadt geführt wird. Nachdem die Ruine für 4,5 Millionen US-Dollar stabilisiert wurde, wurde sie 2009 zur Besichtigung freigegeben.

## Gebäude
Das Gebäude befindet sich in einem sonst nicht bebauten Bereich an der Südspitze der Insel. Es ist ein dreistöckiger Bau mit neun Jochen und einem U-förmigen Grundriss. Die Fassade besteht aus einer Verblendung aus Granit, die in einem unregelmäßigen Quadermauerwerk angelegt ist und das Bruchsteinmauerwerk der tragenden Wände verdeckt. Der Mitteltrakt hatte ursprünglich ein Satteldach mit einer vorgekragten mit Zinnen versehenen Brüstung an den hervortretenden Jochen und einem einfachen Gesims an den nicht hervortretenden Jochen. Mehreckige gezinnte Kamine sitzen auf der südöstlichen Seite des Haupttraktes. Die beiden Seitenflügel sind an den Enden der nordwestlichen Fassade, der Vorderseite, angebaut und hatten ursprünglich Mansarddächer.
Der Haupteingang befindet sich im Zentrum der Vorderfassade. Er ist mit einer an drei Seiten offenen Veranda, Erkerfenstern darüber und einem mit Zinnen verzierten Vorsprung oberhalb der Dachtraufe versehen. In einem breiten Spitzbogen ist der Haupteingang untergebracht. Obwohl das Gebäude im neugotischen Stil entworfen wurde, sind alle Fenster im zweiten Stock mit Giebel- statt Spitzbögen ausgestattet, was ungewöhnlich für diesen Stil ist.

## Geschichte

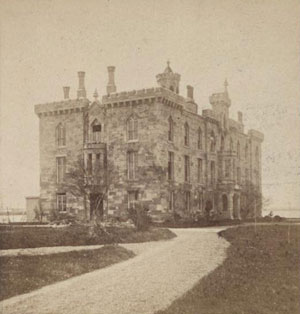
Das Krankenhaus um 1870

Trotz der Verfügbarkeit eines Pockenimpfstoffes gab es in New York City in der Mitte des 19. Jahrhunderts noch größere Epidemien dieser Krankheit, teilweise bedingt durch die Ankunft von infizierten Einwanderern. Das Krankenhaus wurde isoliert an der Südspitze der Insel gebaut, um die Patienten unter Quarantäne zu stellen. Das Krankenhaus wurde 1875 geschlossen und in ein Schulungszentrum für Krankenschwestern am City Hospital, dem späteren Charity Hospital umgewandelt. Renwick gestaltete das Gebäude im neugotischen Stil und 1903–1905 wurden die beiden in gleicher Weise gestalteten Seitenflügel hinzugefügt, um unter dem Namen Home for the Nurses and the Maternity and Charity Hospital Training School die steigende Zahl auszubildender Krankenschwestern aufnehmen zu können. Als Reaktion auf die geänderte Nutzung der Insel wurde 1921 Blackwell’s Island in Welfare Island umbenannt, und viele der Bauwerke auf der Insel begannen zu verfallen, nachdem sie nicht mehr genutzt wurden. In den 1950er Jahren wurden sowohl das Charity Hospital als auch die Schwesternschule geschlossen, da die Einrichtung neue Räume in Queens bezog.
Beide Gebäude verfielen zu Ruinen. In den 1970er Jahren wurden sie von dem Architekten Giorgio Cavaglieri inspiziert, der Pläne anfertigte, um die Mauern des Smallpox Hospitals zu verstärken. Die Krankenhausruine wurde 1972 in das National Register of Historic Places aufgenommen und ist nach dem Abriss des City Hospitals die einzige denkmalgeschützte Ruine in New York City. Ein Jahr später, 1973, erhielt Welfare Island seinen heutigen Namen Roosevelt Island, zu Ehren des früheren Präsidenten Franklin D. Roosevelt. Die oft als Renwick Ruin bezeichneten Gebäudereste werden seit 1995 nachts angestrahlt, auch um bei der Sammlung von Finanzmitteln zur Erhaltung des Bauwerkes zu helfen. Dennoch stürzte am 26. Dezember 2007 ein Teil des Nordflügels ein, sodass die notwendigen Erhaltungsmaßnahmen dringlicher wurden. Am 28. Mai 2009 wurden die Bauarbeiten für einen neuen Park auf Roosevelt Island begonnen. Dieses 4,5 Millionen US-Dollar teure Projekt umfasst neben Erhaltungsmaßnahmen für das Smallpox Hospital auch ein Franklin D. Roosevelt gewidmetes Denkmal sowie einen 5 ½ Hektar großen öffentlichen Park.